# Ospedale Domenico Cotugno
L'ospedale Cotugno è un nosocomio di Napoli specializzato nella cura di persone affette da malattie infettive, situato nella zona ospedaliera di Napoli, nel quartiere Chiaiano, intitolato all'omonimo medico chirurgo.

## Storia

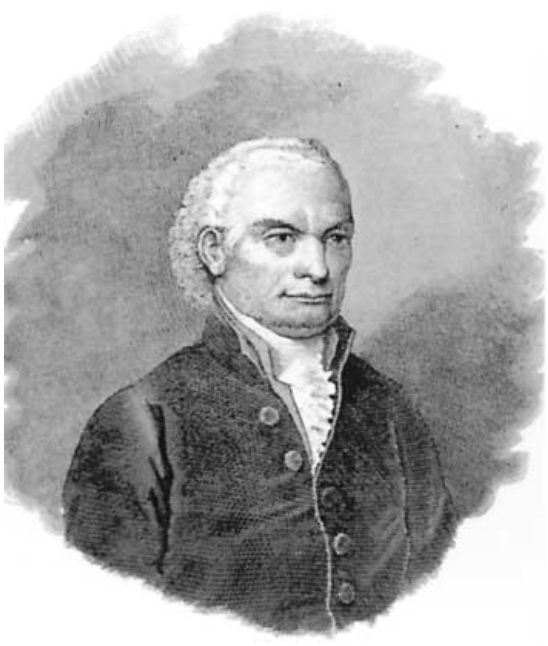
Domenico Cotugno

Fu edificato nel 1884 come ospedale municipale per le malattie infettive, in un'epoca in cui tali malattie venivano curate solo presso lazzaretti o luoghi isolati.
Fu intitolato alla memoria del medico ruvese Domenico Cotugno, laureatosi presso la Scuola Medica Salernitana, svolse la sua professione presso l'Ospedale degli Incurabili dando inizio a varie profilassi verso le malattie infettive.
Durante la Seconda guerra mondiale, il nosocomio fu temporaneamente trasferito presso strutture di San Giorgio a Cremano.

## Struttura
Nell'ambito del riassetto della rete ospedaliera della Regione Campania il Cotugno, insieme all'ospedale Monaldi, ad indirizzo pneumo-cardiovascolare, ed al CTO Centro Traumatologico Ortopedico, hanno formato l'azienda ospedaliera dei Colli La nuova azienda nasce con decreto regionale n. 49 del 27 settembre 2010 per la prosecuzione del piano di rientro del settore sanitario.